# Georgs Andrejevs

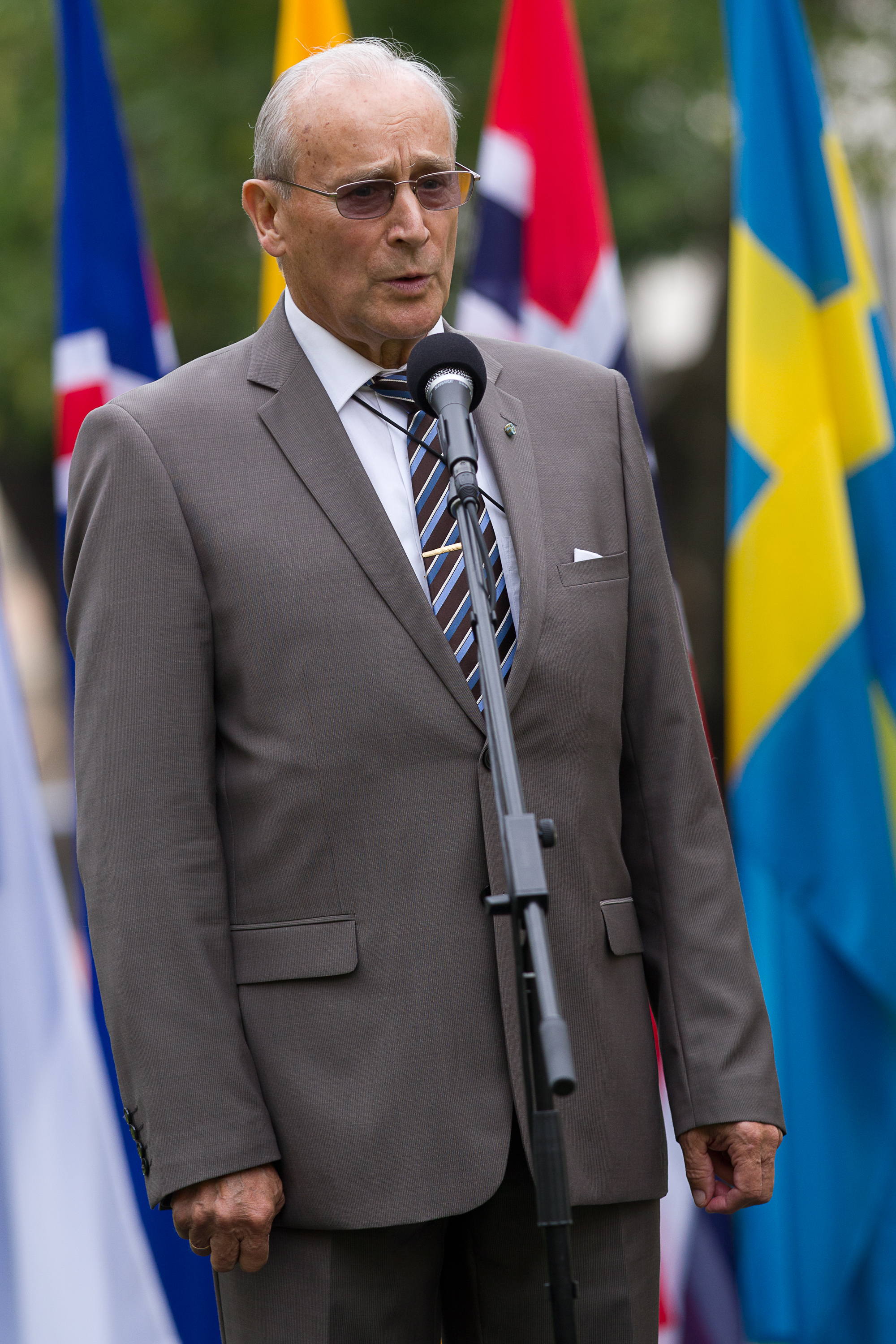
Georgs Andrejevs (2011)

Georgs Andrejevs (* 30. Oktober 1932 in Tukums; † 16. Juli 2022 in Riga) war ein lettischer Arzt und Politiker. Von 2004 bis 2009 war er Mitglied des Europäischen Parlaments.
Von 1953 bis 1959 arbeitete Andrejevs als Rettungssanitäter in einer Erste-Hilfe-Station in Riga. 1959 wurde er als Arzt und 1960 auch als Anästhesist zugelassen. Andrejevs wurde nun von 1959 bis 1962 Abteilungsleiter der P. Stradiņs-Klinik in Riga, bevor er an das Medizinische Institut in Riga wechselte, an dem er von 1962 bis 1964 Wissenschaftlicher Mitarbeiter, von 1964 bis 1974 Dozent und schließlich von 1974 bis 1990 Abteilungsleiter und Professor war.
Andrejevs wechselte nun in die Politik und wurde von 1990 bis 1992 Mitglied des lettischen Obersten Sowjet. Dort war Sekretär des Ausschusses für auswärtige Angelegenheiten. Nach der Unabhängigkeit Lettlands wurde Andrejevs in die fünfte Saeima (1993–1995) gewählt. Dort war er von 1993 bis 1994 wieder Sekretär des Ausschusses für auswärtige Angelegenheiten und hatte auch das Amt des Leiters der lettischen Delegation im Europarat inne. Von 1992 bis 1994 war Andrejevs lettischer Außenminister.
Andrejevs zog sich nun aus der aktiven Politik zurück und wurde von 1994 bis 1995 Abteilungsleiter in der Lettischen Akademie für Medizin. 1995 wurde er Vollmitglied der Lettischen Akademie der Wissenschaften, des Weiteren erhielt er im selben Jahr die Mitgliedschaft des Royal College of Anesthetists in London.
Zuerst von 1995 bis 1998 als Botschafter in Kanada, vertrat Andrejevs Lettland danach von 1998 bis 2004 als Botschafter beim Europarat. In dieser Zeit war er von 2000 bis 2001 Vorsitzender der Ständigen Vertreter der Minister im Europarat sowie von 2001 bis 2003 Vorsitzender der Arbeitsgruppe des Ministerkomitees des Europarates für die Zusammenarbeit zwischen dem Europarat und der Europäischen Union. Andrejevs bekleidete auch den Posten des Alterspräsidenten des Diplomatischen Korps des Europarates. 2004 wurde er in das Europäische Parlament gewählt und gehörte der Fraktion der Allianz der Liberalen und Demokraten für Europa an. Zu den Wahlen 2009 trat er nicht an.

## Ehrungen
Andrejevs war Kommandeur des Drei-Sterne-Ordens.